# Anton Langhans
Anton Langhans (31. května 1843 Jiříkov – 24. června 1891) byl římskokatolický kněz a spisovatel působící ve Šluknovském výběžku.

## Život a dílo
Na kněze byl vysvěcen 15. července 1867. Od roku 1886 působil jako administrátor intercalaris ve farnosti Království ve Šluknovském výběžku. Od roku 1887 se zde stal farářem a v této funkci působil až do své smrti v roce 1891. V roce 1885 vydal v němčině dílo: Jerusalem und seine heiligen Stätten: sieben Fastenpredigten gehalten in der Dekanalkirche in Schluckenau a v roce 1890 Ernst und Scherz: zum Gebrauche für christliche Vereine, které se dočkalo opětovného vydání po jeho smrti v roce 1898.